# Konsensus Kopenhaski
Konsensus Kopenhaski to projekt stworzony w 2004 roku, którego celem jest ustalenie priorytetów w dążeniu do dobrobytu społecznego, a którego podstawą jest teoria ekonomii dobrobytu. Utworzony z inicjatywy Bjørna Lomborga, autora książki Sceptyczny ekolog oraz dyrektora duńskiego Instytutu Badań Środowiska Naturalnego. Projekt wspierany jest finansowo przez duński rząd oraz czasopismo The Economist .
Eksperci uczestniczący w tym projekcie to m.in. laureaci Nagrody Nobla w dziedzinie Ekonomii: Robert Fogel, Douglass North, Thomas Schelling, Vernon L. Smith oraz specjaliści: Bruno Frey, Justin Yifu Lin, Jagdish Bhagwati czy Nancy Stokey.
Priorytety i proponowane rozwiązania dotyczą globalnego ocieplenia, chorób zakaźnych, wojen, edukacji, kryzysu gospodarczego, korupcji politycznej, walki z głodem, migracji ludności, subwencji i barier celnych. Prace stworzone w 2004 roku, zostały zaktualizowane również w latach późniejszych (w 2006 oraz 2008 roku).